# Ängsbyn
Ängsbyn är en småort i Bosjöklosters socken i Höörs kommun. Den ligger alldeles nordöst om Bosjökloster och har bussförbindelse med kommunhuvudorten Höör.
Fram till 1995 var orten en tätort med namnet Bosjökloster.

## Befolkningsutveckling
| Befolkningsutvecklingen i Bosjökloster/Ängsbyn 1980–2015                        | Befolkningsutvecklingen i Bosjökloster/Ängsbyn 1980–2015 | Befolkningsutvecklingen i Bosjökloster/Ängsbyn 1980–2015 | Befolkningsutvecklingen i Bosjökloster/Ängsbyn 1980–2015 | Befolkningsutvecklingen i Bosjökloster/Ängsbyn 1980–2015 |
| ------------------------------------------------------------------------------- | -------------------------------------------------------- | -------------------------------------------------------- | -------------------------------------------------------- | -------------------------------------------------------- |
|                                                                                 |                                                          |                                                          |                                                          |                                                          |
| År                                                                              |                                                          |                                                          | Folkmängd                                                | Areal (ha)                                               |
| 1975                                                                            | 1975                                                     |                                                          | 263                                                      | 10                                                       |
| 1980                                                                            | 1980                                                     |                                                          | 273                                                      | 9                                                        |
| 1990                                                                            | 1990                                                     |                                                          | 221                                                      | 9                                                        |
| 1995                                                                            | 1995                                                     |                                                          | 192                                                      | 9#                                                       |
| 2000                                                                            | 2000                                                     |                                                          | 176                                                      | 9#                                                       |
| 2005                                                                            | 2005                                                     |                                                          | 162                                                      | 9#                                                       |
| 2010                                                                            | 2010                                                     |                                                          | 170                                                      | 9#                                                       |
| 2015                                                                            | 2015                                                     |                                                          | 176                                                      | 14#                                                      |
| Anm.: Ny tätort 1975. Omvandlad till småort benämnd Ängsbyn 1995. # Som småort. |                                                          |                                                          |                                                          |                                                          |